# Leo Proost
Leo Proost (né le 1er novembre 1933 à Vieux-Turnhout et mort le 24 mai 2016 à Turnhout) est un coureur cycliste belge. Il a notamment été champion du monde de demi-fond professionnel en 1963, 1967 et 1968.

## Palmarès

### Championnats du monde
- Rocourt 1963
  -  Champion du monde de demi-fond professionnel
- Paris 1964
  -  Médaillé d'argent du demi-fond professionnel
- Francfort 1966
  -  Médaillé de bronze du demi-fond professionnel
- Amsterdam 1967
  -  Champion du monde de demi-fond professionnel
- Rome 1968
  -  Champion du monde de demi-fond professionnel

### Championnats d'Europe
- 1964
  -  Champion d'Europe de demi-fond
- 1965
  -  Champion d'Europe de demi-fond
- 1966
  -  Médaillé d'argent de la course derrière derny
- 1968
  -  Médaillé d'argent de la course derrière derny
- 1969
  -  Médaillé de bronze de la course derrière derny

### Six jours
- Six jours d'Anvers en 1963 (avec Rik Van Steenbergen et Palle Lykke)

### Championnats de Belgique
- Champion de Belgique de course à l'américaine amateur en 1956

- Champion de Belgique de demi-fond en 1963, 1964, 1965, 1966, 1967 et 1968
- Champion de Belgique derrière derny en 1967